# Хиллс, Джек
Джек Гилберт Хиллз (англ. Jack Gilbert Hills; род. 15 мая 1943 года, Кеблавик, Исландия) — американский учёный, теоретик звездной динамики. Работал над гипотезой облака Оорта. Внутренняя часть облака — облако Хиллса — названо в его честь.
В 1966 году получил степень бакалавра в Канзасском университете, затем через год получил в том же университете степень магистра. После этого защитил докторскую диссертацию по теме «Происхождение и эволюция Солнечной системы» в Мичиганском университете в Анн-Арборе.
Большую часть своей профессиональной карьеры работал в Лос-Аламосской национальной лаборатории, которая в 1998 году присвоила ему звание почетного научного сотрудника.
Помимо облака Хиллса именем учёного назван процесс разрушения двойной звездной системы под действием гравитации — механизм Хиллса. Хиллс описал его в 1980-х годах.
В 1983 году Хиллс был принят в члены Американского физического общества за «основополагающую теоретическую работу по физике плотных звездных систем и, в частности, за предложение и разработку модели источника энергии квазаров».